# Де-юре
Де-ю́ре (лат. de iure, de jure  «юридически», «по (согласно) праву») — латинское выражение, которое обозначает формальное положение дел, юридическое представление о факте или ситуации. Может противопоставляться термину «де-факто», который обозначает фактическое положение дел.

## Терминология
Термины «де-юре» и «де-факто» используются вместо «формально» (юридически установлено) и «на практике» (в действительности), в том числе, при описании политической ситуации. Например, правило может существовать лишь де-факто, когда люди подчиняются достигнутому соглашению в отсутствие закона, обязывающего их это делать. Существует также процесс отмены устаревших законов (фр. désuétude), применяемый, когда работающая де-факто практика заменяет принятый де-юре закон. С другой стороны, нечто, существующее де-юре, может не признаваться гражданами той или иной страны.
Термины «де-юре» и «де-факто» могут противопоставляться, но они не исключают друг друга: когда хотят подчеркнуть, что формальное правило работает и на практике,  употребляется выражение «и де-юре, и де-факто». Поэтому, строго говоря, не следует считать эти два термина антонимами.